# Dambaï Garré
Dambaï Garré (ou Dambay Garré, Garré) est une localité du Cameroun située dans l'arrondissement de Dargala, le département du Diamaré et la région de l’Extrême-Nord. Elle fait partie du lawanat de Dambay.

## Population
En 1975, la localité comptait 289 habitants, des Peuls. À cette date, un marché hebdomadaire s'y tenait le dimanche.
Lors du recensement de 2005, on y a dénombré 701 personnes.